# 콥트인
콥트(Copts)는 이집트의 기독교 신자를 가리킨다. 콥트라는 민족이 유전적으로 구분되는 것은 아니며, 전 세계에 1,000만~1,500만 명 정도 있다고 한다. 이집트 인구의 10% 이상이 콥트 정교회 신자이다.

## 같이 보기
- 아이깁토스
- 콥트 가톨릭교회
- 콥트어
- 알렉산드리아 콥트 정교회